# Álex López Sánchez
Alejandro López Sánchez (Ferrol, La Coruña, 11 de enero de 1988) es un exfutbolista español que jugaba de centrocampista.

## Trayectoria
Se formó en las categorías inferiores del Racing Club de Ferrol y llegó a debutar con el primer equipo en Segunda División el 14 de mayo de 2005, cuando aún se encontraba en edad juvenil, en un partido contra el C. D. Tenerife. También disputó como titular el último encuentro de la temporada 2004-05 ante la S. D. Eibar. En la campaña 2005-06, tras no contar con minutos en el Racing, fue cedido a la S. D. O Val de Tercera División para disputar la segunda vuelta del campeonato. Regresó al club ferrolano en la temporada 2006-07 y participó en tres partidos de la Segunda División B y uno de la Copa del Rey; sin embargo, abandonó el club nuevamente en calidad de cedido al Narón Balompé durante la segunda parte de la competición. A comienzos de agosto de 2007 rescindió su contrato con el Racing y fichó en propiedad por el Narón, con el que militó dos años más en Tercera División.
En junio de 2009 se confirmó su fichaje por el R. C. Celta de Vigo "B".
Tras pasar unos meses en el filial celeste, el 9 de enero de 2010 es convocado por Eusebio Sacristán para el duelo que disputa el Celta contra el Nástic de Tarragona. Sin embargo, no llegó a disputar ningún minuto, y su debut como miembro del primer equipo se vio aplazado hasta el 13 de junio de 2010, en el partido que enfrentaba al Celta de Vigo contra la Real Sociedad.

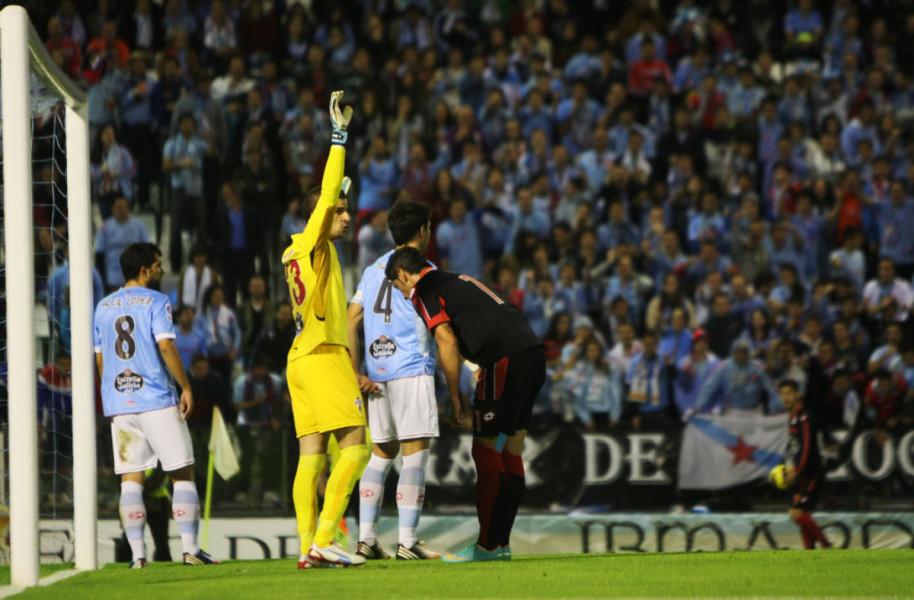
Álex Lopez (dorsal 8) junto a Javi Varas y Borja Oubiña durante un derbi contra el R. C. Deportivo de La Coruña.

La temporada 2010/11 se le planteaba como jugador del filial que jugaría ocasionalmente en el primer equipo, pero la realidad no fue así. Empezó como titular el primer partido de Liga contra el Barcelona B y debido a su gran rendimiento continuó siendo titular gran parte de la temporada. A final de la campaña su rendimiento bajó, con lo cual empezó a jugar menos. Este bajón en su rendimiento coincidió con el bajón del equipo en general, y con un cambio de sistema, que lo relegó al banquillo. En cambio, en la temporada 2011/2012 se volvió a un sistema parecido al del inicio de la temporada anterior, y actualmente se encuentra disputando la mayoría de los partidos de titular en el medio del campo, junto al capitán Borja Oubiña. En esta temporada se produce de nuevo el ascenso a Primera.
En Primera División Álex ha seguido siendo una pieza importante en el Celta, jugando de titular (tanto en el centro del campo como en la mediapunta) y marcando varios goles llegando desde segunda línea.

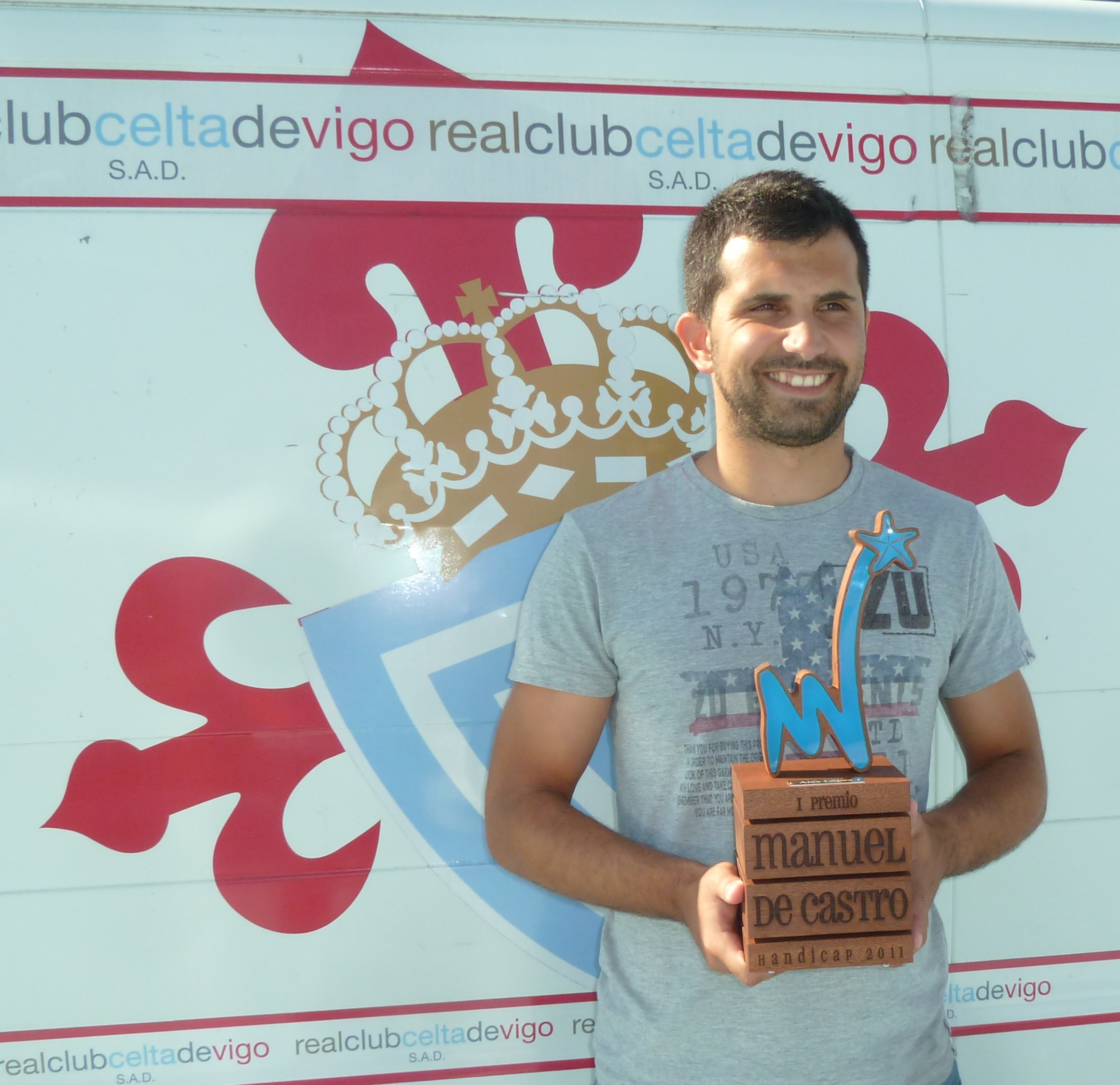
Álex López con el premio Manuel de Castro 2011, al mejor jugador del R. C. Celta de Vigo.

### Sheffield Wednesday
En la pretemporada 2015-16 cierra su cesión a este conjunto inglés de la segunda división, tras primero, llegar a un acuerdo con el Real Club Celta de Vigo para ampliar su contrato otra temporada más.

### Real Valladolid
El 27 de julio de 2016 se confirmó la cesión al Real Valladolid con obligatoriedad de compra por el conjunto castellano en caso de ascenso. La operación también incluye una cláusula de recompra por parte del Celta de Vigo con la ampliación de 3 años de contrato al jugador.

## Clubes
| Club                      | País       | Año       |
| ------------------------- | ---------- | --------- |
| Racing Club de Ferrol     | España     | 2005-2006 |
| S. D. O Val               | España     | 2006      |
| Racing Club de Ferrol     | España     | 2006-2007 |
| Narón Balompé             | España     | 2007-2009 |
| R. C. Celta de Vigo "B"   | España     | 2009-2010 |
| R. C. Celta de Vigo       | España     | 2010-2015 |
| Sheffield Wednesday F. C. | Inglaterra | 2015-2016 |
| Real Valladolid C. F.     | España     | 2016-2017 |
| Real Sporting de Gijón    | España     | 2017-2018 |
| Brisbane Roar F. C.       | Australia  | 2018-2019 |
| Racing Club de Ferrol     | España     | 2019-2025 |

## Palmarés

### Distinciones individuales
| Distinción                                          | Año  |
| --------------------------------------------------- | ---- |
| Premio LFP al mejor mediocentro de Segunda División | 2012 |